# Barwniki oddechowe
Barwniki oddechowe − substancje białkowe występujące u zwierząt, których funkcją jest transport tlenu. Są one rozpuszczone w płynie celomy, hemolimfie lub zlokalizowane są w wyspecjalizowanych komórkach.
U prymitywnych form bezkręgowców, u których aparat krążenia jest jeszcze słabo rozwinięty, np. u wstężnic, barwniki oddechowe stanowią głównie magazyn tlenu lub służą do jego transportu do ukrytych części ciała, np. zakopanych w piaszczystym dnie.
U pijawek i skąposzczetów występuje hemoglobina (czerwona), u wieloszczetów dodatkowo chlorokruoryna (zielona) i hemoerytryna (różowa) - oba zawierają żelazo. Chlorokruorynę spotykamy także u niektórych rozgwiazd, które mają jedynie grupę prostetyczną tego białka. Hemoerytrynę także u sikwiaków oraz niektórych niezmogowców i ramienionogów.
Barwnikiem rozpuszczonym w celomie mięczaków jest hemocyjanina (barwnik zawierający miedź) - w postaci utlenowanej niebieskawy. Niektóre ślimaki i małże mogą mieć także hemoglobinę.
Spośród stawonogów u pajęczaków i skorupiaków barwnikiem oddechowym jest podobnie jak u mięczaków hemocyjanina, a owady ze względu na rozwinięty układ oddechowy nie posiadają barwników.
Dla zwierząt kręgowych charakterystycznym barwnikiem jest hemoglobina zawierająca żelazo, która występuje w erytrocytach. Hemoglobina występuje także u niektórych szkarłupni, mięczaków, stawonogów, pierścienic, nicieni, płazińców, a nawet pierwotniaków (Paramecium, Tetryhymena), grzybów (drożdże) i w brodawkach korzeniowych roślin strączkowych (koniczyna, lucerna)
Masy cząsteczkowe barwników oddechowych:
- hemocyjanina 300 kDa - 9 MDa
- hemoerytryna 108 kDa
- chlorokruoryna 2 750 kDa
- hemoglobina 17 kDa - 3 MDa